# Onthophagus yungaburra
Onthophagus yungaburra är en skalbaggsart som beskrevs av Matthews 1972. Onthophagus yungaburra ingår i släktet Onthophagus och familjen bladhorningar. Inga underarter finns listade i Catalogue of Life.